# Сан-Мауро-Торинезе
Сан-Мауро-Торинезе (італ. San Mauro Torinese, п'єм. San Mò) — муніципалітет в Італії, у регіоні П'ємонт,  метрополійне місто Турин.
Сан-Мауро-Торинезе розташований на відстані близько 530 км на північний захід від Рима, 7 км на північний схід від Турина.
Населення — 19 225 осіб (2014).
Щорічний фестиваль відбувається третьої неділі вересня. Покровитель — Corpi Santi.

## Демографія
Населення за роками:

Станом на 1 січня 2023 року в муніципалітеті офіційно проживали 924 іноземці з 69 країн, серед них 438 громадян країн Євросоюзу та 16 громадян України.

## Сусідні муніципалітети
- Бальдіссеро-Торинезе
- Кастільйоне-Торинезе
- Сеттімо-Торинезе
- Турин